# Uxmal
Uxmal (tudi Óoxmáal) - beri »ušmal«, je starodavno mesto Majev iz klasičnega obdobja v današnji Mehiki. Velja za eno najpomembnejših arheoloških najdišč majevske kulture, skupaj s Chichén Itzájem v Mehiki, Caracolom in Xunantunichem v Belizeju in Tikalom v Gvatemali. Nahaja se v regiji Puuc. Mesto je bilo leta 1996 imenovano na Unescov seznam svetovne dediščine kot priznanje za njegov pomen.
Nahaja se 62 km južno od Méride, glavnega mesta zvezne države Yucatán v Mehiki. Njegove zgradbe so znane po svoji velikosti in dekoraciji. Starodavne ceste, imenovane sacbeob, so povezovale stavbe in mesta v tem območju med seboj.
Za zgradbe je značilen slog Puuc z gladkimi nizkimi zidovi, ki se opirajo na okrašene frize, ki temeljijo na tipičnih majevskih kočah. Ti predstavljajo stolpce (kot trs, ki se uporablja za stene koč) in trapezne oblike (ki predstavljajo slamnato streho). Prepletene kače, v mnogih primerih dvoglave kače, so maska za boga dežja, imenovanega Chaac. Njegov velik nos predstavlja strelo nevihte. Prikazi pernatih kač in drugi motivi kažejo na vplive iz osrednje Mehike.

## Zgodovina
Starodavno mesto Uxmal je lepo obnovljeno v turističnem pomenu, malo pa je bilo resnih arheoloških izkopavanj in raziskav. Datum naselitve ni znan, ocenjujejo da je mesto štelo približno 15.000 ljudi. Večina zgradb je iz poznega klasičnega obdobja okoli 850-925 n. št. Po letu okoli 1000 so ga zavzeli Tolteki.
Po različnih virih iz kolonialnega obdobja, zlasti vladne raziskave (Relaciones Geográficas), ki segajo do leta 1581 in knjig Chilam Balam, ki temeljijo na avtohtoni tradiciji, naj bi bil Uxmal ustanovljen okoli 500 n.št. Hun Uitzil Chac Tutul Xiu ali Ah Cuitok Tutul Xiu, oba iz družine Xiu, naj bi ustanovila mesto. Verjetno so prišli kot priseljenci iz območja sedanjega Tabasca na Yucatánu. Mesto je bilo nekaj časa najmočnejše na zahodnem polotoku Jukatan ter v zavezništvu s Chichén Itzájem. Nekje po okoli leta 1200 so bile narejene zadnje zgradbe v Uxmalu. Zaradi vseh neskladij in ugibanj o starosti, zgradbah, prebivalcih in vladarjih mesta Uxmal, iz zgodovinskih virov še vedno ni mogoče zanesljivo ugotoviti dejstev.
Uxmal naj bi bil prevladujoč v obdobju med 875-900 n.št., ko je bil središče regionalne države v regiji Puuc. Prebivalstvo se je začelo krčiti okoli leta 1000.
Po španski osvojitvi Yucatána, dokumenti iz zgodnjega kolonialnega obdobja kažejo, da je bil Uxmal še v letu 1550 naseljeno mesto precejšnega pomena. Ker Španci tukaj niso zgradili mesta, je bil Uxmal kmalu zapuščen. Španski frančiškanski pater Alonso Ponce je v letu 1588 našel mesto v ruševinah. Prvi moderni opis stanja je izdelal Jean Frédéric Maximilien de Waldeck, ki je obiskal Uxmal leta 1835. V naslednjih desetletjih je v Uxmalu delala vrsta znanstvenikov, arhitektov, risarjev in drugih strokovnjakov. Ukrepi za obnovo in stabilizacijo stavb so se začeli že leta 1940, ko so nekaj preiskav izvedli sodelavci INAH. Z analizo urbanega sistema in monumentalne arhitekture, ki sta jo objavila v letu 1981, sta George F.Andrews in Jeff Kowalski zaključila zgodovinsko razpravo o Guvernerjevi palači, ki nadalje obsega celovito upoštevanje zgodovinske in kulturne vloge Uxmala. Ta dokument se dopolni s študijo Alfreda Barrera Rubia, ki temelji na izkopavanjih na severnem robu platforme Guvernerjeve palače. Kowalski je na začetku 21. stoletja izkopal tudi okroglo piramido.
Kot del svoje obširne dokumentacije o majevskih napisih je Ian Graham objavil dva zvezka del o Uxmalu.
Sodobno arheološko delo v Uxmal je bilo izvedeno z namenom, da bi bile ruševine dostopne turistom in da bi ustavili propadanje najbolj ohranjenih stavb. Ta naloga je bila končana leta 1970. Največji del Uxmala pa je še vedno pokrit z gostim gozdom in ni dostopen obiskovalcem. Starodavno mesto se širi daleč na podeželje. Uradna opredelitev območja Uxmal, ki ga je opredelil INAH, pokriva površino več kot 10 km².

## Arheološki park
V arheološkem parku si je danes mogoče ogledati dobro ohranjene in restavrirane zgradbe iz 9. in 10. stoletja, ki jih odlikuje eleganca in lepota sloga Puuc. Značilnost postavitve mesta Uxmal so velika dvorišča (trgi), omejena na treh straneh s podolgovatimi palačami (vsaka z dvema vzporednima vrstama presledkov). Četrta stran je zasedena bodisi z veliko stavbo ali masivno piramido, na hribu je tudi mala palača. Trgi so obrnjeni v smeri sever-jug. Osrednji del Uxmala je obdan z zidom s številnimi prekinitvami, ki naj ne bi imel obrambne funkcije ampak le nakazal omejitev mesta. Pomembnejše zgradbe so imenovane s sodobnimi imeni in nimajo zveze z dejansko funkcijo: 
- Čarovnikova (tudi Pritlikavčeva) piramida je stopničasta piramidna struktura z ovalnimi ali eliptičnimi vogalnimi zaokrožitvami. Narejena je na starejši osnovi, ki se delno še vidi. Telo piramide je prekrita z grobo obdelanimi kamni, vidna obloga je v veliki meri posledica dela na stabilizaciji strukture. Mogoče je razlikovati najmanj pet faz piramide. Tradicionalna imena posameznih sestavnih delov ne povedo nič o dejanski funkciji.

- Hiša želv je tako poimenovana zaradi svojega okrasja v zgornjem vencu in je tipična klasična gradnja sloga Puuc. Nahaja se na veliki terasi Guvernerjeve palače, nekaj metrov severno od palače na poznejšem delu dograjene velike platforme. Za Hišo želv teče proti severu veliko stopnišče s platformo.

- Nunski samostan ima španski vzdevek; je najboljša od številnih štirikotnih dolgih stavb. Ima dovršeno izrezljane fasade, tako na notranje in zunanje. Dve poslikana oboka nosita podatke z letnico 906 in 907, kar so zadnji ohranjeni zanesljivi podatki v celotni regiji Puuc.

- Guvernerjeva palača je kompleks, ki obsega več stavb na zelo veliki platformi 185 krat 164 metrov, ki se dviga 7-14 metrov visoko nad razgiban teren. V telesu te platforme je skrito mesto, iz katerega je bil porabljen gradbeni material. Vogali platforme so sestavljale zelo velike, zaobljene skale. Na ploščad na severu vodita dve stopnišči: eno, ki je namenjeno neposredno ob severnem vhodu v Hišo želv in drugo, ki doseže površino platforme približno pred guvernerjevo palačo. Nadaljnji nadgradnja je z zahodne strani v ozadju starega tako imenovanega Templja. Ali je neposredno vzhodno od glavnega piramide drugo stopnišče, še ni jasno.

Guvernerjevo palača je stavba 100 m dolga, ki leži zahodno od središča velike platforme in druga, manjša, dolga in ozka približno 109 m dolga; na vzhodu vodi do 40 m širokega stopnišča. Objekt je razdeljen na tri dele. 14 prostorov različnih dimenzij je razporejenih v dveh vzporednih vrstah. Osrednji prostor glavne fasade je očitno tudi najbolj pomemben, ker je označen s tremi vhodi in okrašeno fasado. Na terasi stavbe je kamnita figura iz dveh spojenih jaguarjev, ki predstavljajo prestol dvoglavega jaguarja in je vladarju služil kot sedež. Slikovno okrasje je zelo zapleteno. Tu so Chakove glave, kače, razni hieroglifi, maske.
- Kačja glava na vogalu
- Detajl okrasja
- Detajl okrasja
- Dvojni jaguar, kraljevski stol
- Igrišče

- Igrišče za igro z žogo, ki ga je posvetil vladar Chan Chak K'ak'nal Ajaw leta 901, kar je vidno iz napisa. Kot pri vseh poznoklasičnih igriščih, je sestavljen iz dveh masivnih zidanih blokov, med katerima je igrišče (34 x 10 m) med nizkima ograjama. Stranske stene blokov, ki so 7,4 metra visoki, so služile predvsem kot odbojno steno, iz katere se je žoga odbila nazaj na igrišče. Odbojne stene so bile ustrezno gladke. V sredini vsake strani je bil vstavljen kamnit obroč. Cilj igre z žogo je spraviti žogo iz trdne gume skozi obroč, udarjali so z boki. Tribune so uničene.

- Trg ptic se nahaja med Čarovnikovo piramido in nunskim samostanom. Ime izhaja iz okrasja na JV fasadi stavbe, ki prikazuje ptice. Kompleks omejujejo  štiri stavbe. Razen za zgradbo na vzhodu so preostale stavbe popolnoma propadle in so bile rekonstruirane v letih 1988-1994.[3] V sredini dvorišča je stožčasti oltarni kamen.

- Glavna piramida stoji na samem in ima stranico okoli 80 m. Prvotno je bila zgrajena kot piramida s stavbo na zgornjem nivoju, do koder je pripeljalo široko stopnišče na severni strani. Ta stavba je imela pet sob. Ima bogato okrašeno fasado. Robovi stavbe vsebujejo zamaknjene Chaacove maske. Prva izkopavanja so bila izvedena leta 1941. Veliko stopnišče in severne fasade so odkrili okoli leta 1969 in jih rekonstruirali.